# Liste des commanderies templières dans le Comté de Toulouse
| Cette liste recense les commanderies et maisons de l'Ordre du Temple présentes dans le Comté de Toulouse. |